# Černovický potok (přítok Ohře)
Černovický potok (též Hutná) je potok v okresech Chomutov a Louny v Ústeckém kraji v České republice. Původně byl Černovický potok dolním tokem říčky Hutné, která však byla přerušena lomovou jámou lomu Nástup, a vlévá se do Podkrušnohorského přivaděče.
Potok je dlouhý 18,1 kilometru. Pramení v Mostecké pánvi západně od obce Březno v nadmořské výšce 286 metrů. Protéká Březnem a jeho částmi Střezov a Holetice a dále pokračuje okresem Louny přes Hořetice, Žiželice ke Staňkovicím. Jižně od Staňkovic se v katastrálním území Žatec zleva vlévá do Ohře v nadmořské výšce 196 metrů. Nemá žádné významné přítoky.
Plocha povodí Černovického potoka měří 52,89 km² a nachází se v ní 40 vodních ploch s celkovou rozlohou 6,3 ha. Hustota říční sítě povodí je 0,69 km/km². Správcem toku je státní podnik Povodí Ohře.